# هنري ألكسندر وايس
هنري ألكسندر وايس (بالإنجليزية: Henry A. Wise )‏ (و. 1806 – 1876 م) هو سياسي، ومحامي، ودبلوماسي، ومؤرخ أمريكي، ولد في أكوماك، كان عضوًا في الحزب الديمقراطي الأمريكي، وحزب اليمين، ويحمل رتبة عسكرية فريق أول، توفي في ريتشموند، عن عمر يناهز 70 عاماً.

## مناصب
تولى منصب حاكم فرجينيا ‏ (1 يناير 1856–1 يناير 1860)
- عضو مجلس النواب الأمريكي
- عضو مجلس نواب الولايات المتحدة من ولاية فرجينيا
- سفير الولايات المتحدة  لدى البرازيل ‏.

## التعليم
تعلم في Washington & Jefferson College ‏.

## الخدمة العسكرية
خدم في جيش الولايات الكونفدرالية.